# Álex Catalán
Alejandro Catalán, AEC, (El Pobo de Dueñas, 1968) es un director de fotografía español, ganador de un premio goya a la mejor fotografía en 2014, por la película La isla mínima.

## Biografía
Uno de sus primeros contactos con el sector audiovisual fue a mediados de los ochenta cuando su hermana, foquista de profesión, le dio la oportunidad de trabajar como auxiliar de cámara en el rodaje de un anuncio de la ONCE en la Puerta del Sol de Madrid, donde descubrió la intensidad de un rodaje profesional.
Inició su actividad laboral como cámara e iluminador de TVE en Sevilla, donde trabajó 12 años. Asistió a escuelas de Madrid, Londres, Los Ángeles y Cuba. Su relación e interés en el mundo del cine fue creciendo, compartiendo sus inicios con el director Alberto Rodríguez, con el que ha continuado trabajando desde entonces. Ha sido director de fotografía en más de 20 largometrajes. En 2014 ha recibido el Premio del Jurado del Festival de San Sebastián por "La Isla Mínima" y, en 2015, el Goya a la Mejor Dirección de Fotografía por la misma película, donde destaca la atmósfera creada alrededor del escenario de las Marismas del Guadalquivir.

## Premios y distinciones
Premios Goya
| Año  | Categoría        | Película                       | Resultado |
| ---- | ---------------- | ------------------------------ | --------- |
| 2019 | Mejor fotografía | Yuli                           | Nominado  |
| 2018 | Mejor fotografía | Loving Pablo                   | Nominado  |
| 2016 | Mejor fotografía | 1898: Los últimos de Filipinas | Nominado  |
| 2014 | Mejor fotografía | La isla mínima                 | Ganador   |
| 2013 | Mejor fotografía | Grupo 7                        | Nominado  |
| 2010 | Mejor fotografía | After                          | Nominado  |

Medallas del Círculo de Escritores Cinematográficos
| Año  | Categoría        | Película                       | Resultado |
| ---- | ---------------- | ------------------------------ | --------- |
| 2010 | Mejor fotografía | También la lluvia              | Ganador   |
| 2012 | Mejor fotografía | Grupo 7                        | Nominado  |
| 2014 | Mejor fotografía | La isla mínima                 | Ganador   |
| 2015 | Mejor fotografía | Un día perfecto                | Nominado  |
| 2016 | Mejor fotografía | 1898: Los últimos de Filipinas | Nominado  |
| 2018 | Mejor fotografía | Yuli                           | Nominado  |
| 2019 | Mejor fotografía | Mientras dure la guerra        | Nominado  |
| 2022 | Mejor fotografía | Modelo 77                      | Nominado  |

Festival Internacional de Cine de San Sebastián
| Año  | Categoría                               | Película       | Resultado |
| ---- | --------------------------------------- | -------------- | --------- |
| 2014 | Premio del jurado a la mejor fotografía | La isla mínima | Ganador   |

Premios Platino
| Año  | Categoría        | Película       | Resultado |
| ---- | ---------------- | -------------- | --------- |
| 2015 | Mejor Fotografía | La isla mínima | Ganador   |

Otros premios
- 5 Premios Teo Escamilla a la mejor contribución técnico-artística en el 2001, 2010, 2011, 2014 y 2015 otorgados por la Asociación de Escritores Cinematográficos de Andalucía.
- Premio a la Mejor Fotografía por el largometraje “Camino” en la 24 Edición del Festival Internacional de Cine de Guadalajara, México.
- Mención Especial del Jurado a la Fotografía en el Festival de Tribeca, Nueva York, por el largometraje “Grupo 7”.

## Filmografía
- 2000 Invasión Travesti
- 2000 Los Almendros - Plaza nueva - (corto)
- 2000 El congreso (corto)
- 2000 Bancos (corto)
- 2001 Muerte y resurrección (corto)
- 2001 Diminutos del calvario (corto)
- 2002 Asalto informático (TV)
- 2002 Mayte y las nubes (corto)
- 2002 Por dónde rayos sale el sol (corto)
- 2002 El traje
- 2002 María la Portuguesa (TV)
- 2003 Nieves (corto)
- 2003 Queda demostrado (corto)
- 2003 Ulises (corto)
- 2003 Astronautas
- 2003 Underground, la ciudad del Arco Iris (Documental)
- 2003 La nariz de Cleopatra (corto)
- 2003 Eres mi héroe
- 2004 Necesidades (corto)
- 2004 Atún y chocolate
- 2004 Mirados (corto)
- 2005 7 vírgenes
- 2006 Cabeza de perro
- 2006 Cielo sin ángeles (corto)
- 2006 Tocata y fuga (corto)
- 2007 Dame veneno (Documental)
- 2008 Bajo el mismo cielo (TV)
- 2008 Camino
- 2009 After
- 2009 Desátate (TV)
- 2009 La sirena y el buzo (Documental)
- 2010 También la lluvia
- 2010 Habitación en Roma
- 2011 La voz dormida
- 2011 No tengas miedo
- 2011 Tres (corto)
- 2012 Grupo 7
- 2013 ¿Quién mató a Bambi?
- 2013 No tiene gracia (corto)
- 2014 La isla mínima
- 2014 Anochece en la India
- 2015 Un día perfecto
- 2016 1898: Los últimos de Filipinas
- 2016 El hombre de las mil caras
- 2017 Loving Pablo
- 2018 Yuli
- 2019 Mientras dure la guerra